# Lista de prefeitos de Ouro Preto
Esta é uma lista de prefeitos de Ouro Preto, ou seja, uma lista contendo os líderes do executivo do município brasileiro de Ouro Preto, Minas Gerais. Contém os agentes executivos, interventores municipais, os prefeitos eleitos em sufrágio universal e os prefeitos interinos.
A lista inicia-se em 1889, ano do golpe da república, marco inicial da Primeira República. De acordo com a Constituição de 1891, a gestão do executivo municipal caberia ao prefeito. No entanto, a lei n. 2 de 14 de setembro de 1891, definia que a função executiva seria exercida pela figura do Agente Executivo Municipal. O presidente da Câmara também ocupava o cargo de agente executivo, com amplos poderes. Neste período, o Partido Republicano Mineiro monopolizou a política mineira, representando os conservadores, liberais, monarquistas e republicanos.
Com a Revolução de 1930, liderada por Getúlio Vargas, ocorreu uma quebra da ordem política da Primeira República. Foram criadas as figuras das prefeituras, que ficariam responsáveis pelas funções executivas dos municípios. Na Era Vargas, predominou-se os prefeitos nomeados, chamados de interventores, pelo fato das eleições terem sido suspensas.
No período varguista, Ouro Preto foi um centro das atenções do governo central. Isso porque o novo modelo nacionalista de Getúlio Vargas agregou para si os modernistas paulistas, que viam o barroco mineiro, em especial ouro-pretano, como a primeira forma de arte nacional. Os primeiros interventores ficaram conhecidos pela preservação patrimonial e pela elevação da cidade a Monumento Nacional.

## Lista de prefeitos
| Nome               | Nome                                        | Partido                      | Início do mandato      | Final do mandato       | Observações |
| Primeira República | Primeira República                          | Primeira República           | Primeira República     | Primeira República     | Primeira República |
| ------------------ | ------------------------------------------- | ---------------------------- | ---------------------- | ---------------------- | --- |
|                    | Bernardo Pinto Monteiro                     | Partido Republicano Mineiro  | 1889                   | 1891                   | Agente executivo, foi, conjuntamente, prefeito de Belo Horizonte. |
|                    | Diogo de Vasconcelos                        | Partido Republicano Mineiro  | 1892                   | 1894                   | Agente executivo. Historiador mineiro. |
|                    | Randolpho José Ferreira Bretas              | Partido Republicano Mineiro  | 1894                   | 1897                   | Agente executivo. Professor e diretor da Escola Normal de Ouro Preto. |
|                    | José Antônio Alves de Brito                 | Partido Republicano Mineiro  | 1898                   | 1898                   | Agente executivo em duas ocasiões, desembargador. |
|                    | Donato Joaquim da Fonseca                   | Partido Republicano Mineiro  | 1898                   | 1905                   | Agente executivo em duas ocasiões, bacharel em direito, colega de turma do presidente de Minas Gerais João Pinheiro                                                           |
|                    | Seraphim Francisco Gonçalves                | Partido Republicano Mineiro  | 1905                   | 1905                   | Agente executivo, coronel. |
|                    | Donato Joaquim da Fonseca                   | Partido Republicano Mineiro  | 1906                   | 1907                   | [ 13 ] |
|                    | José Antônio Alves de Brito                 | Partido Republicano Mineiro  | 1908                   | 1908                   | [ 13 ] |
|                    | Carlos Tomás de Magalhães Santos            | Partido Republicano Mineiro  | 1908                   | 1908                   | Agente executivo. |
|                    | Aristides de Aragão Gesteira                | Partido Republicano Mineiro  | 1908                   | 1908                   | Agente executivo, bacharel em direito. |
|                    | Lucio José dos Santos                       | Partido Republicano Mineiro  | 1908                   | 1911                   | Agente executivo, engenheiro. |
|                    | Custódio da Silva Braga                     | Partido Republicano Mineiro  | 1912                   | 1915                   | Agente executivo, professor. |
|                    | Otávio Vieira de Brito                      | Partido Republicano Mineiro  | 1916                   | 1920                   | Agente executivo. Professor da Escola de Fármacia de Ouro Preto. |
|                    | Alfredo Baeta Neves                         | Partido Republicano Mineiro  | 1920                   | 1930                   | Agente executivo, professor da Escola de Minas. |
|                    | Era Vargas e Período Populista              |                              |                        |                        | |
|                    | João Batista Ferreira Veloso                | Partidos políticos extintos. | 1931                   | 1935                   | Médico. É considerado pioneiro na preservação do patrimônio histórico da cidade. Foi prefeito no contexto de elevação de Ouro Preto a Monumento Nacional, por Getúlio Vargas. |
|                    | Washington de Araújo Dias                   | Partidos políticos extintos. | 1936                   | 1946                   | Em sua gestão foi inaugurado o Museu da Inconfidência, e o Grande Hotel de Ouro Preto.                                                                                        |
|                    | José Antônio Alves de Brito Neto            | UDN                          | 1947                   | 1950                   | [ 20 ] [ 21 ] |
|                    | Amadeu Barbosa                              | PR                           | 1951                   | 1954                   | [ 22 ] [ 23 ] |
|                    | Orlando Ramos                               | PSD                          | 1955                   | 1958                   | Médico, professor da Escola de Fármacia de Ouro Preto. |
|                    | Benedito Gonçalves Xavier                   | PTB                          | 1959                   | 1962                   | Foi prefeito em três ocasiões. |
|                    | José Benedito Neves                         | PSD                          | 1962                   | 1966                   | [ 28 ] [ 29 ] |
|                    | Ditadura Civil-Militar de 1964              |                              |                        |                        | |
|                    | Genival Alves Ramalho                       | ARENA                        | 1967                   | 1968                   | Foi prefeito em três ocasiões. |
|                    | Theódulo Pereira                            | ARENA                        | 1968                   | 1968                   | Presidente da Câmara de Vereadores, substituiu Genival Alves Ramalho por 60 dias.                                                                                             |
|                    | Genival Alves Ramalho                       | ARENA                        | 1968                   | 1970                   | [ 20 ] [ 23 ] |
|                    | Benedito Gonçalves Xavier                   | MDB                          | 1971                   | 1972                   | Eleito para um mandato de dois anos. |
|                    | Genival Alves Ramalho                       | ARENA                        | 1973                   | 1976                   | [ 30 ] [ 23 ] |
|                    | Alberto Caram                               | ARENA                        | 1977                   | 1982                   | [ 31 ] [ 20 ] [ 23 ] |
|                    | Benedito Gonçalves Xavier                   | PMDB                         | 1983                   | 24 de maio de 1983     | Faleceu no cargo, em 24 de maio de 1983. |
|                    | José Leandro Filho                          | PMDB                         | 1983                   | 1988                   | Conhecido como Zé Leandro, assumiu após a morte de Benedito Gonçalves Xavier, foi prefeito em três ocasiões.                                                                  |
|                    | Nova República                              |                              |                        |                        | |
|                    | Carlos Mauricio Carmassi                    | PMDB                         | 1989                   | 1989                   | As eleições munícipais de 1988 foram anuladas. Presidente da Câmara, governou até que fosse realizadas novas eleições.                                                        |
|                    | Wilson Milagres dos Santos                  | PMDB                         | 1989                   | 1992                   | [ 20 ] [ 7 ] |
|                    | Angelo Oswaldo de Araujo Santos             | PMDB                         | 1993                   | 1996                   | Primeira gestão. |
|                    | José Leandro Filho                          | PMDB                         | 1997                   | 2000                   | [ 33 ] |
|                    | Marisa Maria Xavier Sans                    | PDT                          | 2001                   | 2004                   | Filha do ex-prefeito Benedito Gonçalves Xavier. |
|                    | Angelo Oswaldo de Araujo Santos             | PMDB                         | 2005                   | 2008                   | Segunda gestão. |
|                    | Angelo Oswaldo de Araujo Santos             | PMDB                         | 2009                   | 2012                   | Terceira gestão. |
|                    | José Leandro Filho                          | PSDB                         | 2013                   | 6 de novembro de 2014  | Em 6 de novembro de 2014 foi afastado do cargo, por irregularidades nas conta públicas. Conseguiu recorrer a decisão e retornou a prefeitura em 16 de novembro de 2014.       |
|                    | Leonardo Edson Barbosa                      | PSDB                         | 7 de novembro de 2014  | 15 de novembro de 2014 | Presidente da Câmara dos Vereadores. Conhecido como Léo Feijoada. |
|                    | José Leandro Filho                          | PSDB                         | 16 de novembro de 2014 | 2016                   | [ 20 ] |
|                    | Julio Ernesto de Grammont Machado de Araujo | PMDB                         | 2017                   | 2020                   | Conhecido como Julio Pimenta. |
|                    | Angelo Oswaldo de Araujo Santos             | PV                           | 2021                   | 2024                   | Atual prefeito, indo para a quarta gestão. É curador de arte, escritor, jornalista e advogado. É membro da Academia Mineira de Letras.                                        |
|                    | Angelo Oswaldo de Araujo Santos             | PV                           | 1° de janeiro de 2025  | Atualidade             | Prefeito reeleito em sufrágio universal, indo para a sua quinta gestão. |